# HAL Pushpak
Die HAL Pushpak ist ein Schulflugzeug des indischen Herstellers Hindustan Aeronautics.

## Geschichte und Konstruktion
Die Pushpak wurde auf Anforderung der indischen Luftsportclubs entwickelt. Sie war ein abgestrebter verspannter Hochdecker, der auf Basis der Aeronca Chief entwickelt und gebaut wurde. Der Rumpf bestand aus geschweißten Stahlrohren und Tragflächen aus Aluminium mit Holzrippen und war vollständig mit Stoff bespannt. Die zweisitzige Maschine besaß ein Spornradfahrwerk und wurde von einem Continental-Kolbenmotor mit 67 kW angetrieben. Während des Indisch-Pakistanischen Kriegs 1971 wurden viele Pushpaks von der Armee verwendet.

## Militärische Nutzung
Indien
- Indische Armee

## Technische Daten
| Kenngröße             | Daten                                                                 |
| --------------------- | --------------------------------------------------------------------- |
| Besatzung             | 2                                                                     |
| Länge                 | 6,40 m                                                                |
| Spannweite            | 10,97 m                                                               |
| Höhe                  | 2,77 m                                                                |
| Flügelfläche          | 16,25 m²                                                              |
| Flügelstreckung       | 7,4                                                                   |
| Leermasse             | 395 kg                                                                |
| max. Startmasse       | 612 kg                                                                |
| Reisegeschwindigkeit  |                                                                       |
| Höchstgeschwindigkeit | 145 km/h                                                              |
| Dienstgipfelhöhe      |                                                                       |
| Reichweite            |                                                                       |
| Triebwerke            | 1 × Vierzylinder-Kolbenmotor Continental C90-8F mit 67 kW (ca. 90 PS) |